# Eriocaulon damazianum
Eriocaulon damazianum är en gräsväxtart som beskrevs av Gustave Beauverd. Eriocaulon damazianum ingår i släktet Eriocaulon och familjen Eriocaulaceae. Inga underarter finns listade i Catalogue of Life.